# Stazione di San Biagio in Padule
La stazione di San Biagio in Padule è stata una fermata ferroviaria posta lungo alla ferrovia Bologna-Verona. Serviva la località di San Biagio, frazione di San Felice sul Panaro.
Inizialmente denominata semplicemente "San Biagio", nel 1902 venne ridenominata "San Biagio in Padule" per distinguerla dall'omonima stazione di San Biagio sulla ferrovia Ferrara-Rimini.

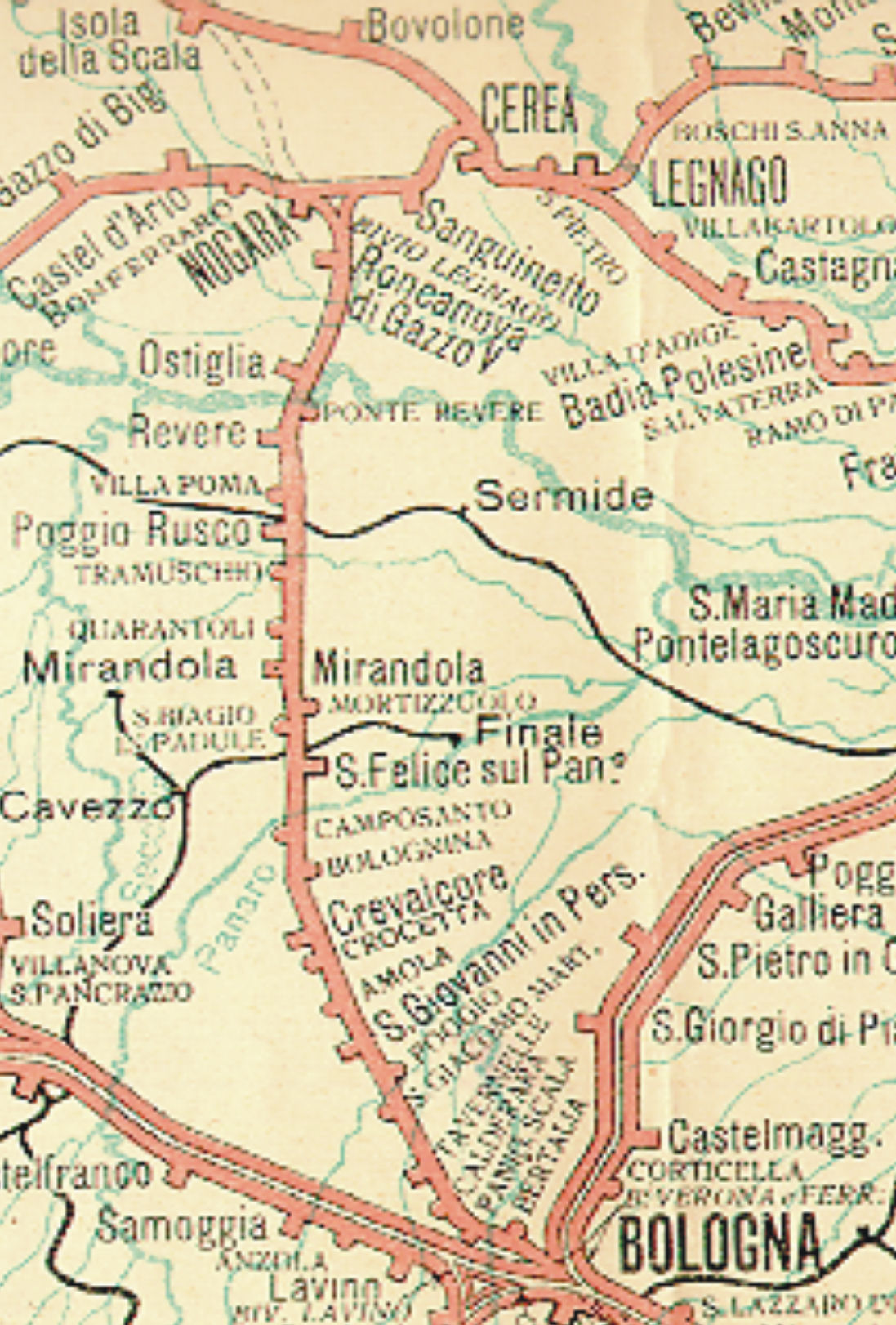
La ferrovia Bologna-Nogara (Verona) in una mappa del 1912